# HP del Bover
HP del Bover (HP Bootis) és un estel de magnitud aparent +5,88 situat en la constel·lació del Bover, el pastor de bous. Dues nanes marrons orbiten al voltant d'aquest estel, situada a 59,3 anys llum del sistema solar.
HP del Bover és una nana groga de tipus espectral G2V amb una temperatura superficial de 5.943 K. D'igual grandària que el Sol, té una massa un 35% major que la massa solar i brilla amb una lluminositat un 20% major que la lluminositat solar. Estudis d'activitat cromosfèrica i girocronologia indiquen que és un estel jove amb una edat aproximada de 790 milions d'anys. En comparació al Sol, aquest jove anàleg solar mostra una alta velocitat de rotació igual o superior a 6,00 km/s, amb un període de rotació de 7,84 dies —el Sol empra aproximadament 26 dies a completar un gir. A l'ésser un estel cromosfèricament actiu, està catalogat com a variable BY Draconis. La seua metal·licitat sembla ser lleugerament inferior a l'existent en el Sol ([Fe/H] = -0,04).

## Binària de nanes marrons
El 2002 es van descobrir a 2,6 segons d'arc d'HP del Bover un parell de nanes marrons coorbitants en òrbita al voltant d'aquesta estrella. El sistema binari format per les dues nanes marrons, que són del tipus espectral L4, van ser denominades HD 130948 B i HD 130948 C.
Es van trobar amb un instrument d’òptica adaptativa al telescopi Gemini North de 8 m a Hawaii. La parella té un període orbital de deu anys al voltant de l'estrella primària, i la seva massa combinada és del 10,9% de la massa del Sol.; la separació entre aquestes companyes subestel·lars és <= 0,13 segons d'arc. El període orbital d'aquesta binària és de 9,9 dies i la seva massa conjunta 0,109 ± 0,02 masses solars. D'acord a diferents models evolutius la massa de cadascuna d'elles seria lleugerament superior a 0,05 masses solars i tindrien un diàmetre entorn del 10% del diàmetre solar. Tots dos objectes són molt semblants, amb una temperatura de 2.000 K.
| Nom         | Nom         | Massa                | Ràdio                | Temperatura   |
| ----------- | ----------- | -------------------- | -------------------- | ------------- |
| HD 130948 B | HD 130948 B | 0,0554 - 0,0558 MSol | 0,0983 - 0,1048 RSol | 1990 - 2040 K |
| HD 130948 C | HD 130948 C | 0,0528 - 0,0532 MSol | 0,0983 - 0,1045 RSol | 1900 - 1950 K |